# Brett Tamburrino
Brett Tamburrino, född den 10 november 1981 i Melbourne i Australien, är en australisk professionell basebollspelare som tog silver vid olympiska sommarspelen 2004 i Aten.
Tamburrino spelade 1999-2004 i Minnesota Twins farmarklubbssystem. Han har även spelat i Australien.